# Tam Ah Fook
Tam Ah Fook (2 agosto 1962) è un ex calciatore ed ex giocatore di calcio a 5 hongkonghese.

## Carriera
Come massimo riconoscimento in carriera vanta la partecipazione, con la nazionale hongkonghese di calcio a 5, al FIFA Futsal World Championship 1992 in cui i padroni di casa, qualificati di diritto come paese organizzatore, sono stati eliminati nel girone del primo turno.